# 放城镇
放城镇，是中华人民共和国山東省泰安市新泰市下辖的一个乡镇级行政单位。地处新泰市西南部，东与临沂市平邑县接壤，南与济宁市泗水县相连，西邻石莱镇，北接岳家庄乡。

## 行政区划
放城镇下辖以下地区：
东街村、东埠村、放城二村、放城三村、河北村、太平村、丁家庄村、上峪村、三小庄村、菅家峪村、下峪村、西店子村、东店子村、中原村、郗家峪村、马家寨子村、阚家庄村、邱子峪村、放城一村、东石井村、西石井村、上庄村和涝坡村。